# Роберто Урданета Арбелаес
Роберто Урданета Арбелаес (ісп. Roberto Urdaneta Arbeláez; 27 червня 1890 — 20 серпня 1972) — колумбійський правник і політик, виконував обов'язки президента Колумбії в 1951—1953 роках.

## Біографія
Роберто Урданета Арбелаес навчався в Колумбії та Іспанії, отримав ступінь доктора права у Національному університеті Колумбії Боготі. Обирався до міської ради Боготи, асамблеї департаменту Кундинамарка і Палату представників Колумбії. У 1931-34 роках був міністром закордонних справ, в 1935 році був призначений послом в Перу, в 1939 році — в Аргентину.
У 1948-49 роках був постійним представником Колумбії при ООН, в уряді консерватора Лауреано Гомеса Кастро в 1950-51 роках був міністром оборони. Після того, як Гомес Кастро переніс серцевий напад, і зняв з себе обов'язки президента, Урданета був обраний президентом депутатами Палати представників і Сенату. Тим не менш, Гомес зберіг вплив на політику. На посту президента Урданета безуспішно намагався впоратися з масштабними зіткненнями в країні (Ла Віоленсія). В результаті безкровного перевороту 13 червня 1953 року, що стався під час політичної кризи, генерал Густаво Рохас Пінілья усунув Урданету і взяв владу в свої руки.
Після зміщення Урданета займався викладанням у вузах, а також писав статті для великих колумбійських видань і видав кілька книг.